# Acrophymus rossi
Acrophymus rossi är en insektsart som beskrevs av Vitaly Michailovitsh Dirsh 1963. Acrophymus rossi ingår i släktet Acrophymus och familjen gräshoppor. Inga underarter finns listade i Catalogue of Life.